# Michael Lageder
Michael Lageder (* 24. April 1991) ist ein österreichischer Fußballspieler.

## Karriere
Lageder begann seine Karriere in der AKA Ried. 2008 wechselte er zur Union St. Florian. 2010 wechselte er zum SK Vorwärts Steyr. 2015 wechselte er zum Profiverein LASK. Sein Profidebüt gab er am 17. Spieltag der Saison 2015/16 gegen die Kapfenberger SV.
Nach dem Aufstieg in die Bundesliga verließ er die Profis des LASK nach der Saison 2016/17 und rückte in den Kader der LASK Juniors OÖ. Mit den Juniors OÖ stieg er 2018 in die 2. Liga auf.
Zur Saison 2019/20 wechselte er zum Ligakonkurrenten SC Austria Lustenau, bei dem er einen bis Juni 2020 laufenden Vertrag erhielt. Nach der Saison 2020/21 verließ er die Vorarlberger und kehrte zum Ligakonkurrenten Vorwärts Steyr zurück.